# Гройсен
Гройсен (нім. Greußen) — місто в Німеччині, розташоване в землі Тюрингія. Входить до складу району Киффгойзер. Центр об'єднання громад Гройсен.
Площа — 19,15 км2. Населення становить Невірний параметр metadata 16 065 023 ос. (станом на 31 грудня 2021).